# Camila Sáez
Camila Alejandra Sáez Oyaneder (El Melón, Valparaíso; 17 de octubre de 1994) es una futbolista chilena. Juega de defensa y su equipo actual es el  West Ham United Football Club Women de Inglaterra. 

## Trayectoria
En la liga chilena, fue parte de Unión La Calera, Everton (donde obtuvo la Copa Chile del 2010 y disputó la final de Copa Libertadores Femenina el mismo año), Cobreloa y Colo-Colo, club con el que consiguió nueve títulos nacionales y tres Copa de Campeonas, además de ganar la Copa Libertadores de América Femenina el año 2012.    
A finales de 2017, con 23 años, dio el salto al fútbol extranjero llegando al Club Deportivo Tacón de Madrid, de la Segunda División Femenina de España, para finalmente ser traspasada en la segunda parte del 2018 al Rayo Vallecano de Primera División, permaneciendo cuatro años en el equipo.  Posterior a su salida del conjunto de Vallecas, se incorporó al Deportivo Alavés en julio de 2022.
En el segundo semestre del 2023 ficha por Madrid CFF, donde compartió equipo junto a Karen Araya.  Tras seis años jugando en España, en julio de 2024 deja el equipo madrileño para convertirse en refuerzo del West Ham United de Inglaterra. 

## Selección nacional
A nivel sub-17, fue parte de la nómina de la selección chilena en el Campeonato Sudamericano de 2010 disputado en Brasil, donde clasificaron a la Copa Mundial Femenina de Fútbol Sub-17 de dicho año, que Sáez también disputó.  En tanto, a nivel sub-20 fue parte de los planteles que disputaron los Campeonatos Sudamericanos de 2012 y 2014. 
Debutó en la selección chilena adulta el 2 de marzo de 2011, en la derrota por 2-0 ante Rumania en la Copa de Algarve, torneo amistoso disputado en Portugal.  Suma más de 100 partidos como seleccionada. 
Sáez ha estado presente en cuatro ocasiones en la Copa América Femenina (2014, 2018, 2022 y 2025), además de sumar participaciones en la Copa Mundial Femenina de 2019 y en los Juegos Olímpicos de Tokio 2020.  También fue parte de la delegación chilena durante los Juegos Panamericanos de 2011, Juegos Suramericanos de 2014 y los Juegos Panamericanos de 2023, obteniendo medalla de plata en los dos últimos.  

### Partidos internacionales
| Selección chilena | Selección chilena | Selección chilena |
| Año               | Partidos          | Goles             |
| ----------------- | ----------------- | ----------------- |
| 2011              | 14                | 0                 |
| 2013              | 4                 | 1                 |
| 2014              | 8                 | 0                 |
| 2017              | 5                 | 2                 |
| 2018              | 15                | 2                 |
| 2019              | 13                | 1                 |
| 2020              | 2                 | 1                 |
| 2021              | 9                 | 1                 |
| 2022              | 14                | 1                 |
| 2023              | 9                 | 0                 |
| 2024              | 6                 | 2                 |
| 2025              | 5                 | 0                 |
| Total             | 104               | 11                |

## Estadísticas

### Clubes
| Club             | País       | Año           |
| ---------------- | ---------- | ------------- |
| Unión La Calera  | Chile      | 2008 - 2009   |
| Everton          | Chile      | 2010          |
| Cobreloa         | Chile      | 2011          |
| Colo-Colo        | Chile      | 2012 - 2017   |
| CD Tacón         | España     | 2018          |
| Rayo Vallecano   | España     | 2018 - 2022   |
| Deportivo Alavés | España     | 2022 - 2023   |
| Madrid CFF       | España     | 2023 - 2024   |
| West Ham United  | Inglaterra | 2024-presente |

## Palmarés

### Títulos nacionales
| Título                 | Club      | País  | Año    |
| ---------------------- | --------- | ----- | ------ |
| Copa Chile             | Everton   | Chile | 2010   |
| Campeonato de Clausura | Colo-Colo | Chile | 2012-C |
| Copa de Campeonas      | Colo-Colo | Chile | 2012   |
| Campeonato de Apertura | Colo-Colo | Chile | 2013-A |
| Campeonato de Clausura | Colo-Colo | Chile | 2013-C |
| Campeonato de Apertura | Colo-Colo | Chile | 2014-A |
| Campeonato de Clausura | Colo-Colo | Chile | 2014-C |
| Campeonato de Apertura | Colo-Colo | Chile | 2015-A |
| Copa de Campeonas      | Colo-Colo | Chile | 2015   |
| Campeonato de Clausura | Colo-Colo | Chile | 2016-C |
| Copa de Campeonas      | Colo-Colo | Chile | 2016   |
| Campeonato de Apertura | Colo-Colo | Chile | 2017-A |
| Campeonato de Clausura | Colo-Colo | Chile | 2017-C |

### Títulos internacionales
| Título                     | Club               | País  | Año  |
| -------------------------- | ------------------ | ----- | ---- |
| Copa Libertadores Femenina | Colo-Colo          | Chile | 2012 |
| Juegos Suramericanos       | Selección de Chile | Chile | 2014 |

### Distinciones individuales
| Distinción                                                                                | Año  |
| ----------------------------------------------------------------------------------------- | ---- |
| Mejor deportista del fútbol femenino de Chile, según el Círculo de Periodistas Deportivos | 2024 |

## Vida personal
Camila es titulada de Ingeniera en Administración de Empresas de la Universidad Andrés Bello de Chile.